# Colpotrochia xenia
Colpotrochia xenia är en stekelart som beskrevs av Ian D. Gauld och Sithole 2002. Colpotrochia xenia ingår i släktet Colpotrochia och familjen brokparasitsteklar. Inga underarter finns listade i Catalogue of Life.